# Lucio Russo
Lucio Russo (Venetië, 22 november 1944 – Bologna, 12 juli 2025) was een Italiaans wis- en natuurkundige, filoloog en wetenschapshistoricus. Hij doceerde aan de Universiteit van Rome Tor Vergata. 
In de wetenschapsgeschiedenis reconstrueerde Russo, door zijn overgeleverde werken te analyseren, sommige bijdragen van de Hellenistische sterrekundige Hipparchus. Verder reconstrueerde hij het bewijs van het heliocentrisme dat door Plutarchus wordt toegeschreven aan Seleucus van Seleucia en bestudeerde hij de geschiedenis van de theorie van de getijden, van de Hellenistische periode tot in de moderne tijd. 
Hij is het bekendst van zijn controversiële boek Hoe de wetenschap in 300 v.Chr. werd geboren en waarom zij opnieuw geboren moest worden.

## De vergeten revolutie

### Theorie
In zijn boek, De vergeten revolutie: hoe de wetenschap rond 300 v.Chr. werd geboren en waarom de wetenschap opnieuw geboren moest worden (Italiaans: La rivoluzione dimenticata), benadrukt Russo het welbekende feit dat de hellenistische wetenschap een peil bereikte, waar men in de Romeinse tijd niet meer aan kon tippen. Russo beweert dat dit verder ging dan gewoonlijk wordt gedacht. De resultaten van deze hellenistische "wetenschappelijke revolutie" zouden echter in de Romeinse tijd en tijdens de Middeleeuwen bijna geheel verloren zijn gegaan, dit omdat latere geleerden de werken niet meer begrepen en dus ook geen tijd staken in het kopiëren van deze werken. Ten slotte zou de spaarse nalatenschap van de Hellenistische wetenschap een kleine tweeduizend jaar na dato toch mede aan de basis hebben gelegen van de wetenschappelijke revolutie van de 16e eeuw, dit omdat oude teksten onder invloed van de Renaissance rond deze tijd weer beschikbaar kwamen in het toenmalige Europa.
Volgens Russo waren Hellenistische wetenschappers niet alleen voorlopers, maar wisten zij op verschillende gebieden wetenschappelijke resultaten van het hoogste belang te formuleren. Russo noemt de "wiskunde, vaste- en vloeistofmechanica, optica, astronomie, anatomie, fysiologie en wetenschappelijke geneeskunde",. Deze Hellenistische wetenschappers zouden zelfs de kwadratenwet van de zwaartekracht hebben ontdekt (Russo's argument dienaangaande baseert hij op gevestigde, maar zelden besproken bronnen). Deze Hellenistische wetenschappers, waaronder Euclides, Archimedes en Eratosthenes zouden een axiomatische en deductieve manier van argumentatie hebben ontwikkeld. 
Toen deze manier van argumentatie na de tweede helft van de 2e eeuw voor Christus verloren zou zijn gegaan, nam ook het vermogen om de resultaten van deze wetenschappelijke manier van werken te begrijpen snel af. Zo uit Russo het vermoeden dat de definities van elementaire meetkundige objecten in Euclides' Elementen door Hero van Alexandrië zijn geïntroduceerd, 400 jaar nadat het oorspronkelijke werk was voltooid. Meer concreet laat Russo zien hoe de theorie van de getijden in de Oudheid zeer goed ontwikkeld moet zijn geweest, dit omdat een aantal pre-Newtoniaanse bronnen verschillende complementaire delen van de theorie beschrijven, zonder hun belang of  rechtvaardiging te begrijpen. Deze bronnen hebben de empirische feiten verkeerd, maar beschrijven de theorie correct.
Russo overleed op 12 juli 2025 op 80-jarige leeftijd.

## Voetnoten
1. 1 2   Graffi, Sandro, review van La rivoluzione dimenticata, Notices Amer. Math. Soc., vol. 45, no. 5, mei 1998
2. ↑  (it) A Dio, Professore